# Os Canibais
Os Canibais és una pel·lícula dramàtica portuguesa del 1988 dirigida per Manoel de Oliveira. Va ser inscrit al 41è Festival Internacional de Cinema de Canes de 1988. La pel·lícula va ser seleccionada com a entrada portuguesa a l'Millor pel·lícula en llengua estrangera al Premis Oscar de 1989, però no va ser acceptada com a nominada. Als 1rs Premis del Cinema Europeu fou nominada als premis al millor director i millor guionista.

## Sinopsi
La història està ambientada a Portugal a principis del segle xix. La jove i bella Margarida s'enamora del vescomte d'Avelde i, en una festa, li declara el seu amor. Margarida també és estimada per Don João (Don Giovanni) que, rebutjat per la noia, jura venjança contra el vescomte. Tot i que el vescomte adverteix a Margarida que podria ser el custodi d'un secret aterridor, la noia aconsegueix casar-se.
La nit de noces es revela l'horrible secret: excepte el cap i el múscul cardíac, el cos del vescomte, els òrgans, les vísceres, les extremitats, etc. consisteixen en pròtesis mecàniques. Desconcertada, Margarida es mata llançant-se per la finestra, seguida del vescomte que voluntàriament es llança al foc de la llar de foc; testimoni del drama és Don João, que s'havia amagat amb la intenció de matar el vescomte.
L'endemà, el pare i els germans de la núvia arriben al palau del vescomte. Veuen una carn rostida a la llar de foc, creuen que és una delícia i se la mengen. Se sent un tret de rifle: Don João s'ha disparat al costat del cos de Margarida. Quan arriben els familiars de la Margarida, don João té temps d'explicar el que ha passat. Consternats per la tragèdia i el menjar orgullós, els familiars de la Margarita en un principi consideren oportú que també se suïcidessin. Però esperen amb entusiasme quan un dels germans, un magistrat, recorda que a hores d'ara són els únics hereus dels béns del vescomte.

## Repartiment
- Luís Miguel Cintra com a vescomte d'Aveleda
- Leonor Silveira com a Margarida
- Diogo Dória com a Don João
- Oliveira Lopes com a presentadora (Iago)
- Pedro T. da Silva com a Niccolo
- Joel Costa com a Urbano Solar, el pare de Margarida
- Rogério Samora com a Peralta
- Rogério Vieira com el magistrat
- António Loja Neves com el baró
- Luis Madureira
- Teresa Côrte-Real
- José Manuel Mendes
- Cândido Ferreira
- Glória de Matos (com a Glória Matos)

## Critica
Maurizio Porro en un article aparegut al Corriere della sera de l'estiu de 1989 fa una referència a Luis Buñuel, «incomparable (...) geni». «Com tots els directors que han continuat guanyant honor fins i tot en la vellesa, com Buñuel, per exemple, el fantasma del qual no per casualitat ronda aquest estrany musical, també el de 81 anys Manoel de Oliveira, pare i mestre del cinema portuguès, té la clau del seu propi món i estil».
Sobre el treball global del director portuguès i s'ha escrit d'«aparents ecos bunyuelians (...)» havent-se detectat també altres derivacions de Bergman i Dreyer.
Pel que fa al gènere, en una monografia dedicada a Manoel de Oliveira, llegim: «El director (...) construeix una obra inquietant fins i tot pel gènere al qual pertany, i per a canvis bruscos de registre presents. (...) barreja (...) melodrama sentimental i horror, grotesc i burlesc".

## Premis
- Prix de l'Âge d'or de la Cinemateca Reial de Bèlgica
- Premi a la millor banda sonora al XXI Festival Internacional de Cinema Fantàstic de Sitges.[8]